# Liga Europeia de Hóquei em Patins de 1999–00
A Liga Europeia de 1999–00 foi a 35ª edição da Liga Europeia organizada pelo CERH. 

## Equipas da Liga Europeia 1999/00
As equipas classificadas são: 
| Fase             | Equipas         | Equipas        | Equipas         | Equipas        |
| ---------------- | --------------- | -------------- | --------------- | -------------- |
| 1.ª Eliminatória | Igualada HC     | FC Barcelona   | Liceo da Coruña | CP Vic         |
| 1.ª Eliminatória | FC Porto        | OC Barcelos    | SL Benfica      | Hockey Novara  |
| 1.ª Eliminatória | Hockey Prato    | RH Scandianese | Genève RHC      | SC Thunerstern |
| 1.ª Eliminatória | RSC Uttigen     | HC Quévert     | SA Mérignac     |                |
|                  |                 |                |                 |                |
| Pré-eliminatória | SCRA Saint-Omer | Letchworth RHC |                 |                |

## Pré-Eliminatória
| Visitado | Resultado | Visitante      | 1ª Mão | 2ª Mão |
| St Omer  | 14-5      | Letchworth RHC | 11-3   | 7-2    |

## 1ª Eliminatória
| Visitado        | Resultado | Visitante    | 1ª Mão | 2ª Mão |
| SL Benfica      | 19-4      | St Omer      | 8-0    | 11-4   |
| FC Porto        | 10-1      | HC Quévert   | 7-0    | 3-1    |
| SC Thunerstern  | 5-22      | Novara       | 4-16   | 1-6    |
| AS Merignac     | 7-25      | Igualada     | 4-12   | 3-13   |
| HC Liceo Coruña | 5-6       | OC Barcelos  | 4-0    | 1-6    |
| Scandiano       | 3-17      | FC Barcelona | 1-5    | 2-12   |
| RSC Uttigen     | 8-6       | Genéve RHC   | 5-3    | 3-3    |
| Hockey Prato    | 4-5       | Pati Vic     | 4-2    | 0-3    |

## Fase de Grupos

### Grupo A
| Equipe      | Pts | J | V | E | D | GM | GS | DG |
| ----------- | --- | - | - | - | - | -- | -- | -- |
| SL Benfica  | 9   | 6 | 4 | 1 | 1 | 19 | 12 | 7  |
| Novara      | 6   | 6 | 2 | 2 | 2 | 24 | 23 | 1  |
| Igualada    | 5   | 5 | 2 | 1 | 2 | 11 | 15 | -4 |
| OC Barcelos | 4   | 6 | 1 | 2 | 3 | 23 | 27 | -4 |

|             | BEN | NOV | IGU | BAR |
| ----------- | --- | --- | --- | --- |
| SL Benfica  |     | 2-3 | 3-1 | 4-3 |
| Novara      | 4-4 |     | 1-2 | 9-7 |
| Igualada    | 0-2 | 3-2 |     | 3-5 |
| OC Barcelos | 1-4 | 5-5 | 2-2 |     |

### Grupo B
| Equipe       | Pts | J | V | E | D | GM | GS | DG  |
| ------------ | --- | - | - | - | - | -- | -- | --- |
| FC Barcelona | 10  | 6 | 5 | 0 | 1 | 34 | 14 | 20  |
| FC Porto     | 10  | 6 | 5 | 0 | 1 | 27 | 15 | 12  |
| Pati Vic     | 4   | 6 | 2 | 0 | 4 | 28 | 21 | 7   |
| RSC Uttigen  | 0   | 6 | 0 | 0 | 6 | 15 | 54 | -39 |

|              | BAR  | POR | VIC | UTT  |
| ------------ | ---- | --- | --- | ---- |
| FC Barcelona |      | 5-2 | 4-0 | 8-3  |
| FC Porto     | 3-2  |     | 4-3 | 9-2  |
| Pati Vic     | 3-4  | 2-3 |     | 15-2 |
| RSC Uttigen  | 3-11 | 1-6 | 4-5 |      |

## Final a Quatro
A Final a Quatro da Liga Europeia de 1999/00 foi disputada nos dias 29 de Abril e 30 de Abril de 2000, no Pavilhão Rosa Mota na cidade do Porto, Portugal.  

### Quadro de Jogos
|  | Semifinais   | Semifinais   |         |             | Final          | Final   |  |
|  |              |              |         |             |                |         |  |
|  | 29 de Abril  |              |         |             |                |         |  |
|  | FC Porto     | 4            |         |             |                |         |  |
|  | SL Benfica   | 1            |         |             |                |         |  |
|  |              |              |         |             |                |         |  |
|  |              |              |         |             | 30 de Abril    |         |  |
|  |              |              |         |             | FC Porto       | 2 (2 P) |  |
|  |              | FC Barcelona | 2 (3 P) |             |                |         |  |
|  |              |              |         |             |                |         |  |
|  |              |              |         |             |                |         |  |
|  |              |              |         |             | Terceiro lugar |         |  |
|  | 29 de Abril  | 29 de Abril  |         | 30 de Abril | 30 de Abril    |         |  |
|  | Novara       | 1            |         | SL Benfica  | 6              |         |  |
|  | FC Barcelona | 4            |         |             | Novara         | 3       |  |

| Vencedores Liga Europeia 1999–00 |
| -------------------------------- |
|                                  |
| FC BARCELONA (13º título)        |

## Ligações Externas
- CERH website

### Internacional
- Ligações para todos os sítios de hóquei
- Mundook- Sítio com notícias de todo o mundo do hóquei
- Hoqueipatins.com - Sítio com todos os resultados de Hóquei em Patins